# Steirisches Feuerwehrmuseum

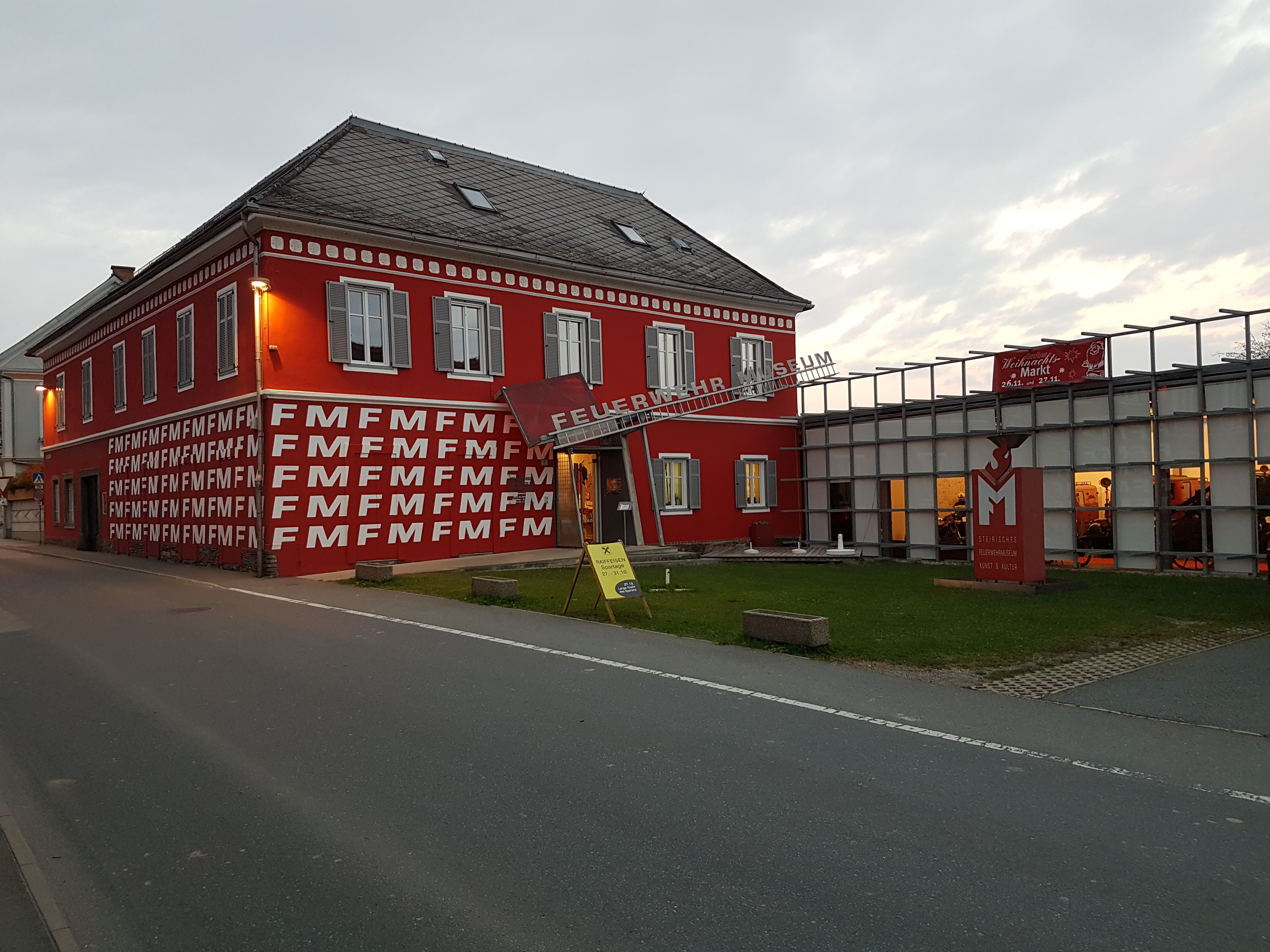
Eingangsbereich

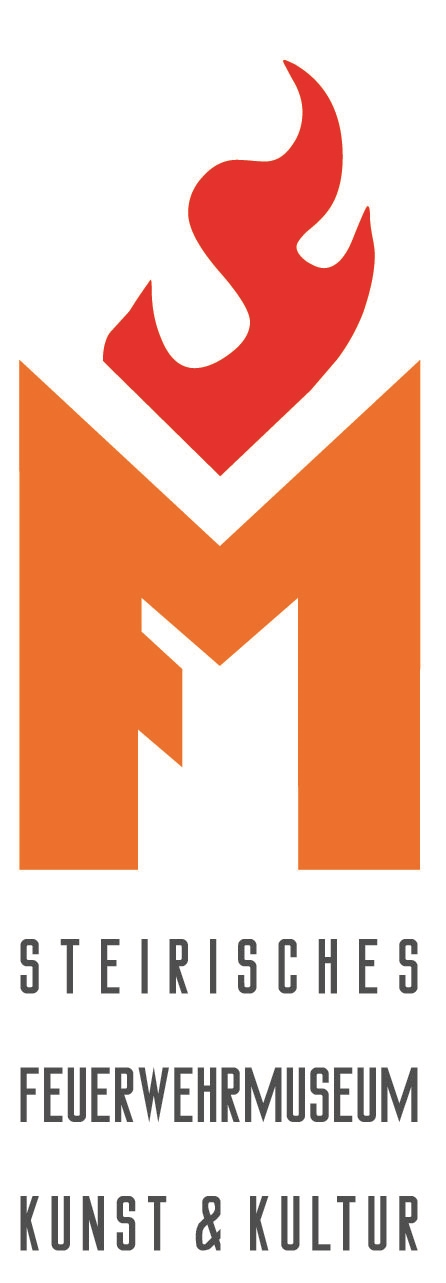
Logo

Das Steirische Feuerwehrmuseum Kunst & Kultur in Groß Sankt Florian ist ein Feuerwehrmuseum, das die Geschichte und Entwicklung der steirischen Feuerwehren darstellt. Es besteht seit dem Jahr 1995. Seit 1997 sind mit der Errichtung einer Galerie auch Kunstausstellungen Teil des Programmes.

## Geschichte
Die Idee entstand während der Feuerwehr-Wallfahrt 1986, als sich Feuerwehrmänner aus der Steiermark an dieser Gedächtnisstätte ihres Schutzpatrons trafen. Die Initiatoren, Landtagsabgeordneter Reinhold Purr, Bürgermeister Horst Puntigam und in weiterer Folge Bürgermeister Kurt Bauer konnten sowohl den steirischen Landesfeuerwehrkommandanten Karl Strablegg als auch Landeshauptmann Josef Krainer von dieser Idee überzeugen, und so wurde 1988 in Groß-St. Florian der denkmalgeschützte Markushof als zukünftiges Museumsgebäude gekauft und 1990 der Verein Steirisches Feuerwehrmuseum gegründet. Am 21. Mai 1995 eröffnete das Museum nach Umbau- und Renovierungsarbeiten.
Das architektonische Konzept stammt von Manfred Wolff-Plottegg, das inhaltliche Museumskonzept von Harald Vetter. Für die Museumsarchitektur zeichnete nach einem Wettbewerb das Büro „Eichinger oder Knechtl“ verantwortlich.
Ein Schritt war die Einrichtung einer Galerie, die ab 1997 Kunstausstellungen Raum bot. 1999 folgte die internationale Ausstellung „Rot in der russischen Kunst“, die Werke aus dem Staatlichen Museum Sankt Petersburg zeigte. Über 20.000 Besucher besuchten in drei Monaten das Museum.
Im Jahr 2004 haben sich das Deutsche Feuerwehr-Museum, die Vorarlberger Museumswelt und das Steirische Feuerwehrmuseum zu einem Museumsdreieck zusammengeschlossen, um ein gemeinsames Archivierungsprogramm, den Austausch von Objekten und die Konzipierung von Sonderausstellungen zu ermöglichen. 2007 wurde das Dreieck um das Oberösterreichische Feuerwehrmuseum St. Florian zum Museumsquartett erweitert.
Im Jahr 2010 wurde das Museum als erstes österreichisches Feuerwehrmuseum vom CTIF ausgezeichnet.

## Sammlungen

### Feuerwehr
Das Feuerwehrmuseum sammelt über Epochen hinweg und zum Teil auch überregional Objekte, verwaltet diese und erforscht daraus mit die technische Entwicklung und humanistische Aufgabe der Feuerwehren und stellt sie dar. Weiter sammelt es Dokumente über das gesellschaftliche, ökonomische und soziale Umfeld, in dem sich die Feuerwehrbewegung entwickelte und in dem sie heute ihre Aufgabe zu erfüllen hat. Gezeigt wird die Entwicklung der Feuerwehrtechnik in ihren wesentlichen Elementen von den Anfängen bis zur Gegenwart. Dies umfasst die ganze Bandbreite der feuerwehrlichen Tätigkeiten des Einzelnen, der Gruppen und Verbände, in der Gemeinde, im Bezirk, in der Region und im Land. So erhalten Besucher und Forscher Vergleichsmöglichkeiten.

### Helme

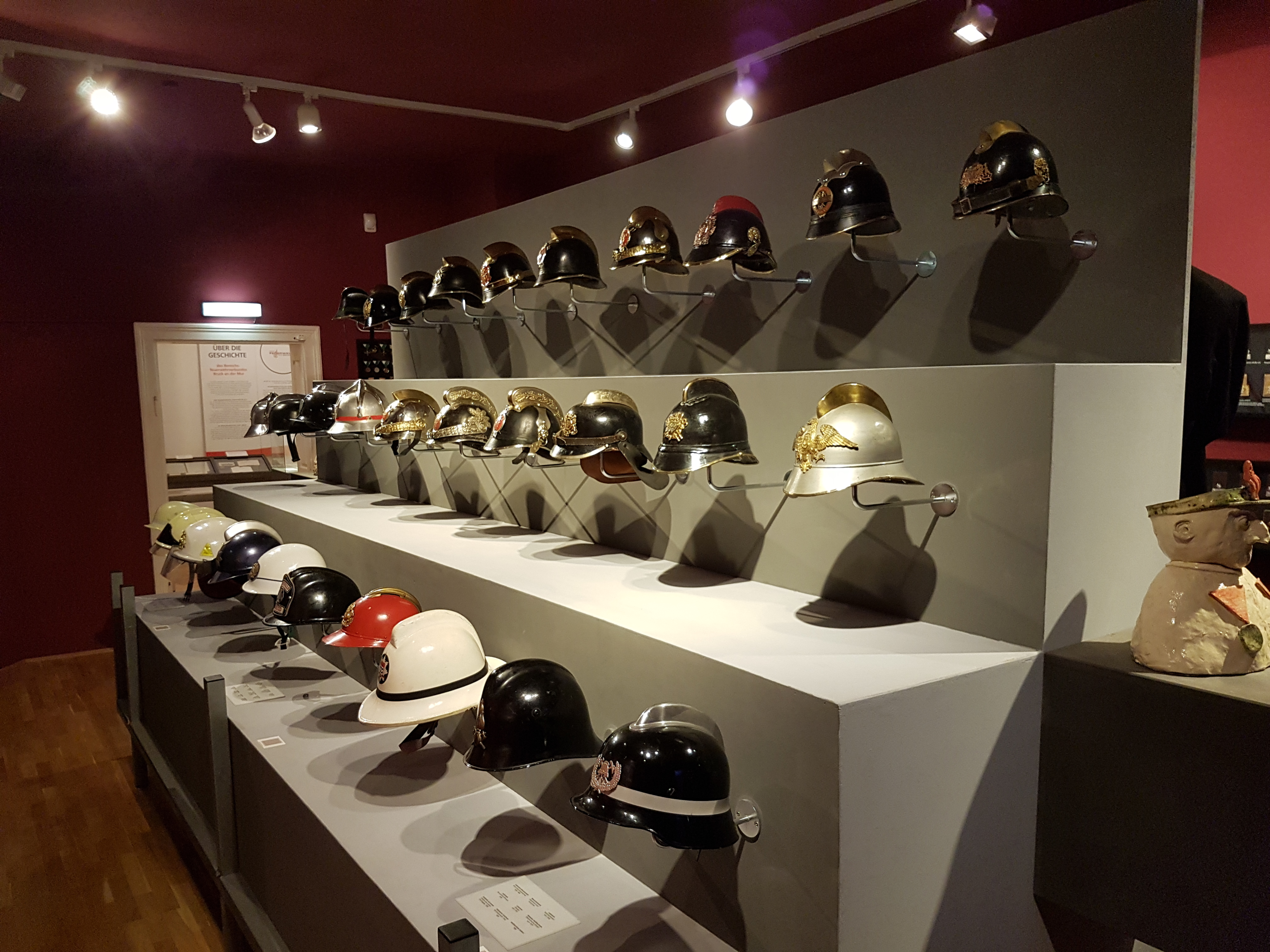
Teil der Helmsammlung

Herbert Pascottini war bis 1998 Oberbrandmeister der Berufsfeuerwehr Graz. Dort baute er im Laufe der Jahre eine historische Schausammlung auf. Gleichzeitig sammelte er seit den 1960er-Jahren Feuerwehrhelme aus aller Welt, darunter historische Stücke. 70 Helme dieser 300 Stücke umfassenden Sammlung wurden vom Steirischen Feuerwehrmuseum angekauft und werden in Sonderausstellungen im Museum gezeigt.

## Sonderausstellungen
- 1999 Rot in der Russischen Kunst mit Werken von Chagall, Malewitsch und Kandinsky.
- 2001 Ikona1. In Zusammenarbeit mit dem Diözesanmuseum Graz wurden Werke aus dem Russischen Museum St. Petersburg gezeigt: Im Diözesanmuseum traditionelle Ikonen, im FM Beispiele der Fortsetzung der Ikonentradition bis zur Moderne mit Malewitsch und Kandinsky:
- 2002 Hortensia – Form und Figur
- 2002 Ernst Fuchs – Retrospektive
- 2004 Liebe, Tod und Leidenschaft; Russische Genremalerei, u. a. mit  fünf Werken von Ilja Repin.
- 2006 Todo Ecuador – Kunst aus der Mitte der Welt6. Gezeigt wurden Leihgaben aus dem  Museo Banco Central in Quito, sowie von drei  Künstlern Ecuadors, außerdem rund 125 archäologischen Exponate, die das animistische Weltbild der indigenen Tradition dieses Landes dokumentieren.
- 2010 Sehnsucht Natur – die Landschaft im Spiegel der Zeit. Gezeigt wurde in 80 Exponaten die Entwicklung des Landschaftsbildes vom Mittelalter bis heute. Ein Großteil der Bilder entstammte der Schau „Landschaften Europas“, die anlässlich des Kulturhauptstadtjahres Linz 2009 im Oberösterreichischen Landesmuseum zu sehen war. Gezeigt wurden Bilder von Jan Brueghel d. J., Ferdinand Georg Waldmüller, Rudolf von Alt, Thomas Ender, Friedrich Gauermann, Emil Jakob Schindler, Marie Enger u. a. Zeitgenössische steirische Künstler waren durch Kitty Ackermann, Gerald Brettschuh, Josef Fink, Gisela Grill, Walter Köstenbauer, Gerald Naderer, Gottfried Pengg-Auheim, Hans Szyszkowitz und Günter Waldorf vertreten.
- 2012 Das Sonnentor und der Schatz vom Titicacasee. Gezeigt wurden Leihgaben unter anderem aus dem Museo Nacional de Arqueología de Bolivia in La Paz und den Staatlichen Museen zu Berlin, zeitgenössische Kunst von bolivianischen Künstlern, Objekte der Volkskultur sowie rund 150 archäologische Fundstücke, darunter auch die Pariti-Keramik, die erstmals in Europa zu sehen war.
- 2013 Tauchen. Faszination und Wagnis. Neben dem Original-Kreislauftatemgerät sowie der legendären Unterwasserkamera „Rollei Marin“ von Tauchpioneer Hans Hass gewährte die Ausstellung auch einen Blick auf die Unterwasserkunst von Manfred Wakolbinger und Andreas Franke.
- 2014 Mit dem Motto NATURraumKUNST zeigte das Steirische Feuerwehrmuseum die zwei Künstler Gisela Grill und Gottfried Pengg-Auheim. Die feuerwehrspezifische Sonderausstellung Feuerwehr und Rettungswesen zeigte die geschichtliche Entwicklung der Sanitätsabteilungen der Feuerwehren anhand historischer Gerätschaften, die einen Einblick in die Hilfeleistung des 19. und 20. Jahrhunderts geben.
- 2014 Die RETTUNG ein „Kind“ der FEUERWEHR

- 2016 Verdient und Erkämpft – Ehren-, Verdienst- und Leistungsabzeichen im Feuerwehrwesen
- 2017 Werner Berg – Mensch und Landschaft – Der Bereichsfeuerwehrverband Weiz im Wandel der Zeit
- 2017 feuer . KULT . feuerwehr – Die Feuerwehr als Kulturträger in Dörfern, Märkten und Städten
- 2020 freispiel - Wolfgang Temmel und Hubert Matt
- 2025 Gott zur Ehr'.. Verbindung zwischen Kirche, Glaube und den Feuerwehren